# سيسيل هارت (رسام كارتون)
سيسيل هارت (بالإنجليزية: Cecil Hartt)‏ هو رسام كارتون أسترالي، ولد في 1894، وتوفي في 1930.